# Enoggera polita
Enoggera polita är en stekelart som beskrevs av Girault 1926. Enoggera polita ingår i släktet Enoggera och familjen puppglanssteklar. Inga underarter finns listade i Catalogue of Life.